# 黄土高原

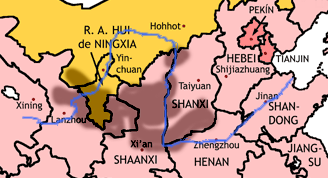
黄土高原の広がり（影の部分）

黄土高原（こうどこうげん、おうどこうげん、拼音: huángtǔ gāoyuán、英語: Loess Plateau）は、中華人民共和国北西部、黄河中流域の黄土分布地を中心とする高原で、黄河上流域も含む場合がある。
一帯は土壌流失、塩類集積、砂漠化が激しい。無数の水流が削ったために溝だらけのような状態の地形（「千溝万壑（せんこうばんがく）」）になっている。その要因として、森林伐採、過剰な開墾・放牧による植生の破壊、戦乱などが挙げられ、その影響は数千年前から始まっているともされている。

## 高原の範囲

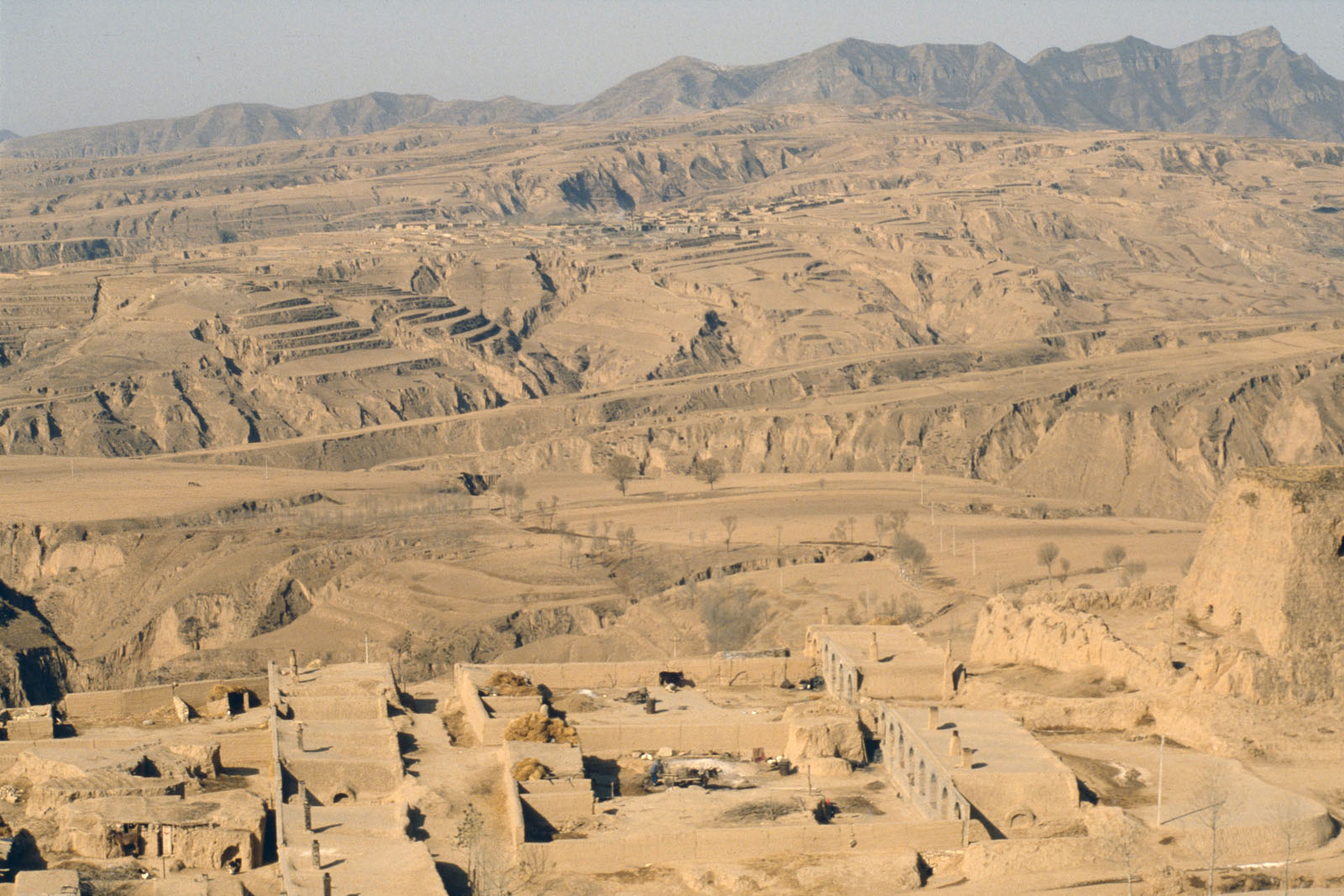
黄土高原の風景（山西省渾源県付近）

「黄土高原」の指す範囲には揺れがある。黄土分布地を中心とする狭義の黄土高原は、東は太行山脈、西は烏鞘嶺、南は秦嶺山脈、北は万里の長城をそれぞれ縁とし、行政区域は山西省、河南省、陝西省、寧夏回族自治区、甘粛省に跨り、面積は約40万平方キロメートル(km2)となる。黄河上流域を含む「黄土高原地域」を指す場合、西はウランプハ（烏蘭布和）砂漠やトングリ（謄格里砂漠）砂漠の傍まで、北は陰山山脈の傍まで広がり、中国科学院の報告書（1991年）における「黄土高原地域」によれば内モンゴル自治区と青海省の各一部も含まれる。また、同書による面積は63万5千 km2で、中国の国土面積の6.6%を占める。

## 高原の範囲と黄土の堆積史
黄土（レス）は砂より小さいシルトを主体とする風成の堆積物のことで、粒子表面の炭酸塩や鉄、マンガンの酸化物の働きで淡黄色や灰黄色となる。黄土は、無層理、多孔質で透水性が良く、乾燥下では凝集力が大きいため安定している反面、流水の浸食に弱く、崩壊して地形変化を起こしやすい。
黄土高原の黄土の供給源は、北西の砂漠地帯から風に乗って運ばれて風成塵となったシルトおよびそれより小さい塵（ダスト）サイズの砂塵の粒子と考えられている。
黄土高原における黄土の厚さは平均で50 mから80 mに及ぶ。中央部の甘粛省東部から陝西省北部では厚く150 m - 200 m、最大で300 m近くに達する。
黄土高原の黄土はシルト分が70 - 80%、粘土分が10 - 20%程度。大きさは中央粒径で10 - 40 μmほどで、供給源から遠く北西部から南東部に向かうほど徐々に細かくなっていく。炭酸カルシウムが15%程度と比較的多いが、供給源であるタクラマカン砂漠の周辺に石灰岩が多いことが一因と考えられる。
地質調査から確認されている最古の黄土は260万年前まで遡る。新第三紀にヒマラヤ山脈が隆起する地殻変動が起こったことで、南から湿ったモンスーンが入らなくなってアジアの内陸が乾燥、タクラマカン砂漠やゴビ砂漠が生まれ、ここからの風成塵が厚く堆積して黄土高原を造ったと考えられている。更に、世界的には砂漠周辺と並んで第四紀の氷期の氷河周辺にもレスは発達しており、黄土高原のレスも一部氷河を起源とすると考えられ、また260万年前に世界のいくつかの地域でも気候の変化によるレスの堆積が開始している。
黄土が堆積する氷期と堆積物の風化した古土壌生成が起こる間氷期が交互に繰り返される気候変化により、厚い黄土の中にも性質の異なる層序ができた。黄土層は最も新しいL1から順に最古のL33黄土まで区分されている。そのうち、258 - 120万年前は午城（ウーチェン）黄土、120 - 10万年前は離石（リーシ）黄土、10 - 1.1万年前は馬蘭（マラン）黄土と3つに分けられる。また、侵食による不整合や砂礫層の水成堆積物を狭在する。
さらに、黄土層からは化石、植物の胞子、石器、遺物（秦始皇帝陵及び兵馬俑坑の発見）など、多彩な歴史を示す出土物もある。

## 地形

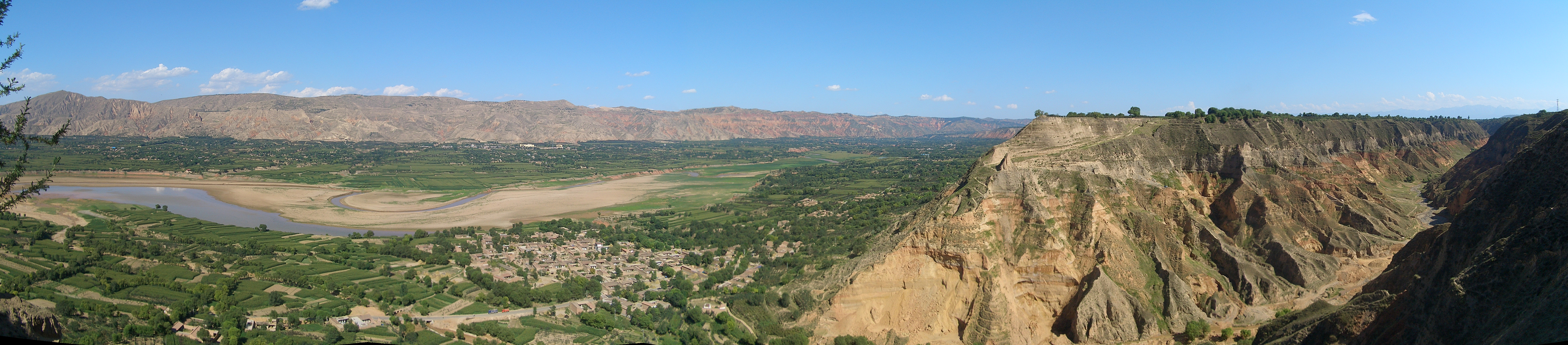
甘粛省臨夏県北東部の農村地帯。黄河の支流、大夏河の下流が黄土高原を切り刻んで険しい渓谷を作っている

高原は北西から南東に傾斜し、海抜は概ね1,000mから2,000mの間である。東から山西高原、陝甘黄土高原、隴西高原の3地域に区分されるが、その間を蛇行する黄河により地理的に隔てられている。東の太行山脈のほか、呂梁山脈や六盤山脈なども高原上の主要な山地である。岩石の多い山地を除き、大部分は黄土が地表を覆っている。
侵食の激しい所では1年に数mから数十mが削り取られる。降水による長年の浸食で無数の渓谷に覆われた台地は、ガリ侵食によって平らな地形を刻む特殊な景観が見られる。
浸食による特徴的な地形のいくつかは「塬（ユアン、げん）」、「梁（リアン、りょう）」、「峁（マオ、ぼう）」と呼ばれている。塬は谷頭浸食が起きているが全体的には平坦な卓状の地形。梁は丸みのある尾根が真っ直ぐ並んだ地形で黄土山陵とも呼ぶ。峁は楕円や円形の饅頭のような丘で黄土円頂丘とも呼ぶ。これらは、進行する浸食の異なる段階を見ているとする説と、元の地形の違いによって生じているとする説がある。
平らな台地の縁側では、崖状の急斜面を成す地形が形成され、降水時期にはがけ崩れが頻発する。このため、大小さまざまな崩壊跡が随所でみられ、中には斜面の安定性が損なわれた大規模な地すべりをも誘発している。これらの黄土は濁流として黄河に流され、乾季には風に巻き上げられやすい状態にある。また、黄土高原では風成堆積物に特有の陥没が頻繁に発生している。

## 気候と水系
黄土高原一帯は冷帯でモンスーンの及ぶ範囲の辺縁にあたり、大陸性気候と不安定なモンスーン気候の両方の影響が強い。年間降水量は200-600 mm程度と少ないが、その7割が夏季に集中し、往々にして一回の雨で年降水量の30%を占めるような豪雨が降る。この豪雨も土壌流失の一因である。黄土高原は日照はよく、年平均気温は8度から14度で、霜の下りない時期は年120日から200日と温暖である。

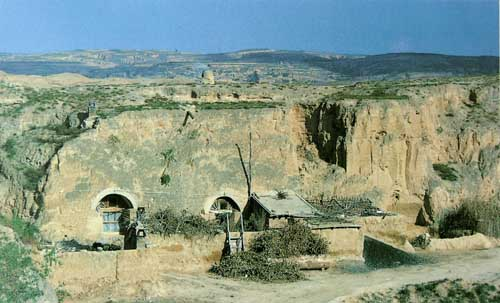
窰洞（ヤオトン）、陝西省楡林付近、1985年頃

黄土高原の水系の根幹は黄河であり、黄土高原からも200以上の支流が源を発している。比較的大きな川には渭河、汾河、洮河、祖厲河、清水河、北洛河、黄甫川、窟野河、無定河などがある。雨期の黄河の濁りは黄土によるもので、黄河の水1トンあたり40 kgのシルト分が含まれる。これらの川の流量は豊富とはいえず、年流量は185億立方メートルにすぎない（黄河本流は除く）。流水量の最大期には多くの川は幅も広くなり水量も年間流水量の7%を占めるほど豊富になるが、それ以外の時期は涸れ川同然となる。雨が降ると水は表土の上を滝のように流れ落ち、雨が降らない時期はほとんど水のない状態になる。
地下水はほとんどが地表から50 m以上の深いところを流れ、浅い部分にはほとんど地下水がない。この地下水の流れによって、地中で細粒な黄土が運搬され空隙となり、陥没が頻繁に発生していると考えられている。
暑い夏と寒い冬を乗り切るため、人々は固い黄土に穴を掘って窰洞（ヤオトン）と呼ばれる頑丈で気温差の小さい横穴式住居を作っている。こうした住居は今でも多数の人々が暮らしている。1556年に起こった華県地震では、黄土が崩れて液状化現象を起こしたことで窰洞が崩れ、80万人以上の死者を出した。また1930年代、延安で毛沢東が建設した中国共産党の根拠地は窰洞を利用したものだった。アメリカ人記者エドガー・スノーが延安を訪れたとき、毛沢東らの住居は山の穴の中だったという。

## 土壌と植生、環境問題

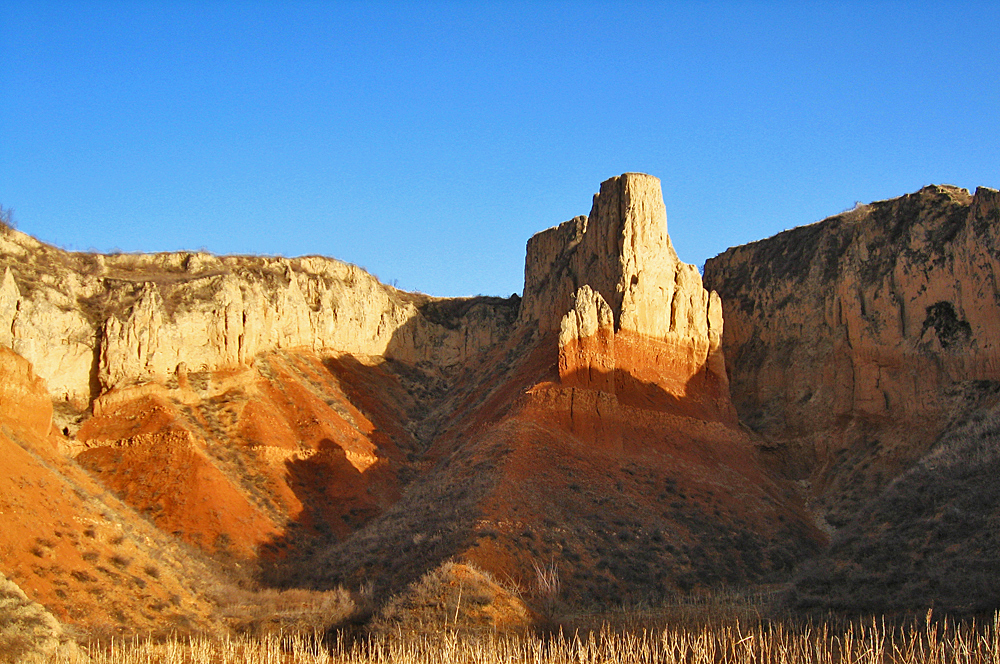
黄土高原の風景

黄土高原を形成する黄土は炭酸カルシウム、リン、カリウム、ホウ素、マンガンを豊富に含む。この養分豊富な土が毎年黄河に流れ、下流で洪水を起こして堆積してきたことで農耕文化や黄河文明が育まれた。一方黄土高原の土壌はアルカリ性でしかも黄土が固く、植物が育ちにくい。一旦木を切ると森林が再生しにくい場所だといえる。しかし人間の活動で森林や草原が失われた結果、雨で腐葉土など養分豊かな表土はほとんど流れ去ってしまい、ますます植生の再生が困難になっている。
現在森林がまばらな黄土地帯も、古代中国の時代には広く森林に覆われていた。殷王朝の時代には、山西省と陝西省は大部分が森林地帯で、アジアゾウなどの大型動物も生息していた。森林の後退は、気候の変化によるもののほか、不断に続いてきた戦争による混乱、都市・要塞・長城の建設に使う木材の伐採、煉瓦製造用・金属精錬用・生活用の燃料にする樹木の乱伐、人口増加から来る過剰な農耕や放牧 など不合理な土地利用により進行した。新中国発足後、1950年代以降の極端な農地開発もこれに拍車をかけた。高原の植生はもはやわずかとなり、古代には50%を超えていたと見られる森林率は5%程度となっている。高原の東南部はまだ良いといえる状態だが、西北部の草原地帯は乾燥化や砂漠化が進んでいる。
黄土高原で土壌流失が激しい部分は27万 km2におよび、特にそのうちの11万 km2は深刻な状態にある。深刻な地域では1 km2あたり3.57万トンの土が流れてゆく計算になる。土壌流失は豊かな表土の喪失、保水能力の喪失、農耕の衰退、地域経済の衰退につながるほか、堆砂でダムや運河が埋まり、川が流れにくくなるなど治水上の問題にもなっている。また水による流出だけでなく風や嵐により土砂が舞い上がることも多く、黄砂の発生源のひとつにもあげられている。
1994年、砂漠化や土壌流失の進行を食い止めるため、中国政府は多数国間から融資された巨費を投じて黄土高原の再生計画（水土保持プロジェクト）を開始し、植林事業や、農民を教育して持続可能な牧畜（放牧でなく、杭に羊をつなぐなど）や農耕を行わせる事業などが行われた。1999年からは黄土高原のある甘粛省や陝西省などで、2003年からは全国的に、傾斜地のような条件の悪い農地を森林に戻し、農家には苗木代・生活費・食糧の補助を行い果樹栽培などへの転換を促すという「退耕還林政策」も実施された。また日本などによる政府開発援助（ODA）や民間団体の活動も黄土高原緑化事業に貢献した。これらの結果、一部地域では樹木や草の緑が戻り、農業が復活するなどある程度の成果を挙げている。